# Hermas
Hermas (en llatí Hermas, en grec Ἑρμᾶς), va ser un deixeble de l'apòstol Pau i és considerat un dels pares apostòlics. Se suposa que és l'Hermas mencionat per Pau a l'Epístola als romans.
Aquesta suposició es deu al fet de què al començament del segle ii l'obra titulada Hermae Pastor (ποιμήν) va circular per Roma i va adquirir gran reputació. Només es conserva en traducció llatina, que sembla escrita en un període molt primerenc, i de l'original grec resten alguns fragments, que han estat recollits per Fabricius. En aquest llibre el seu autor instruïa als lectors en els deures dels cristians, la necessitat del penediment, les relacions amb l'església, els dejunis, les festes, les pregàries, la constància en el martiri i temes similars. Presenta aquests consells com a revelacions divines que li van ser presentades pel seu àngel guardià que anomena pastor angelicus, del que deriva el seu nom. El llibre està dividit en tres parts: la primera titulada Visiones, que conté quatre visions que li va ser manat que posés per escrit, de temes sobretot ètics. El segon llibre, Mandata, conté dotze mandats que el seu àngel li va donar com a resposta a preguntes que ell li havia formulat. I el tercer, titulat Similitudines, també va ser revelat per l'àngel. Amb aquests tres mitjans, visions, mandats i similituds, l'autor vol demostrar que la vida pietosa consisteix en observar les lleis de Déu i en fer penitència, i si es porta una vida cristiana no patirà temptacions i serà portat al cel.
Molts teòlegs consideren que si no era un impostor almenys era una persona amb poca comprensió però d'una gran imaginació, i que l'estimació de la que va gaudir era deguda a la suposició de ser un deixeble de Pau. Però el llibre conté moltes lliçons, estímuls i advertiments que devien ser útils als primers cristians. Ireneu de Lió, Climent d'Alexandria, i Orígenes són testimonis de la gran estimació que es va tenir a aquesta obra. Eusebi de Cesarea diu que molts dubtaven de l'autor, però altres el llegien en públic i consideraven que era una bona introducció al cristianisme, cosa que Jeroni d'Estridó corrobora i diu que tenia molt d'èxit sobretot als llocs on es parlava grec. Tertulià va jutjar el llibre molt severament, i afirma que va ser declarat apòcrif en diversos sínodes, però això només vol dir que no era una obra canònica.